# Carla Gronchi

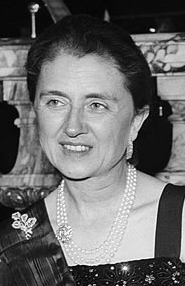

Carla Gronchi (* 2. September 1912; † 14. August 1993; geborene Bissatini) war die zweite Ehefrau des italienischen Politikers Giovanni Gronchi (1887–1978) und während dessen Amtszeit als Italienischer Staatspräsident von Mai 1955 bis Mai 1962 Prima Signora von Italien.
Bissatini heiratete den 25 Jahre älteren Gronchi 1941. Sie war 1960 Schirmherrin der ersten Sommer-Paralympics.

## Ehrungen
- 3. Dezember 1956: Sonderstufe des Großkreuzes des Verdienstordens der Bundesrepublik Deutschland
- Benennung der Scuola Primaria „Carla Gronchi“ in Rosolina